# ターン制ストラテジー

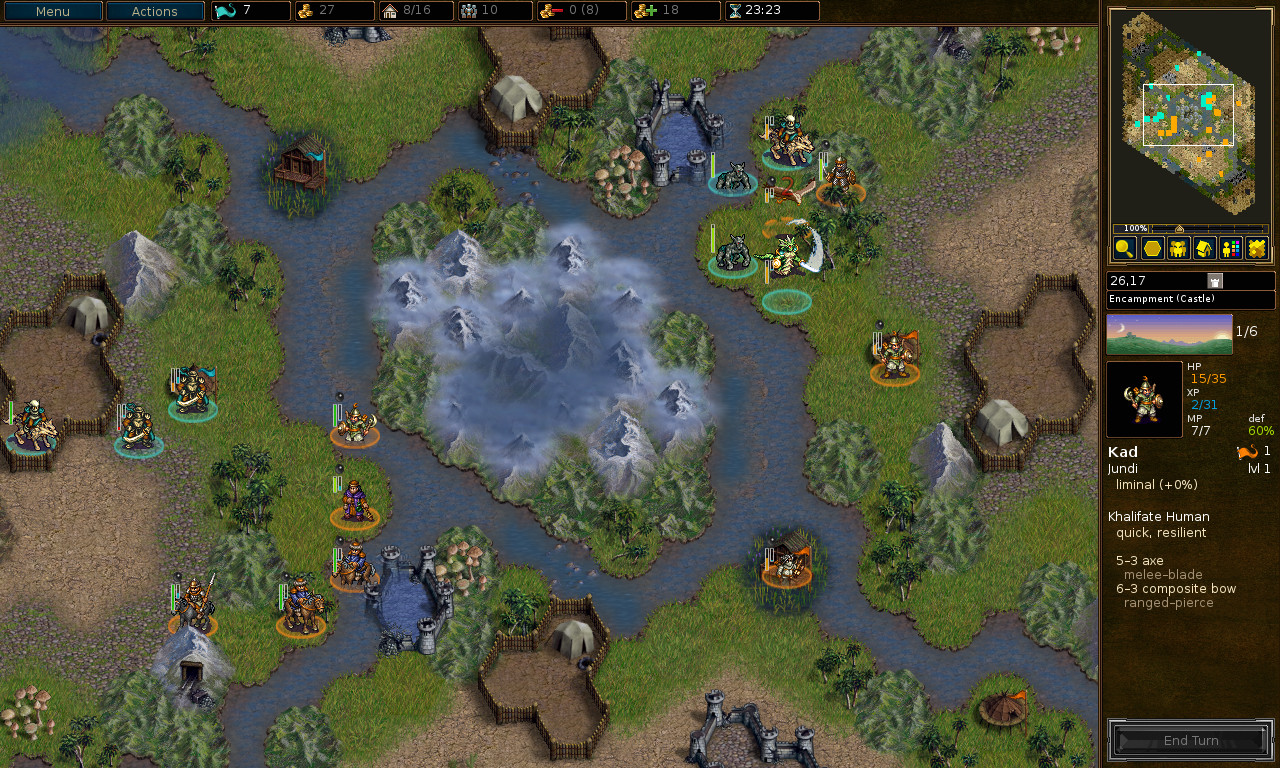
The Battle for Wesnoth

ターン制ストラテジー（ターンせいストラテジー、Turn-Based Strategy、TBS）は、ストラテジーゲームの中でもプレイヤーと対戦相手が決まった順番で行動するもの。コンピュータを使用しないボードゲームのシステムをそのまま踏襲したもので、この方式をとるシミュレーションゲームは多い。
「ストラテジーゲーム」と称しているが、プレイヤーの動かすコマは国レベルから小隊レベルまで多様であり、戦略級(ストラテジー)ではなく戦術級(タクティクス)であればターン制タクティクス（Turn-Based Tactics、TBT）というように細かく区別する場合もある。
一般的に一ターン（手番）ごとにプレイヤーは考慮時間を得ることが出来る。原義から言うと囲碁、将棋、リバーシ、チェスといったボードゲームの類もターン制ストラテジーの一種といえる。

## 主要なターン制ストラテジーゲーム
- 大戦略シリーズ
- シヴィライゼーション
- ファミコンウォーズ
- パワードール
- 凱歌の号砲 エアランドフォース
- ファイアーエムブレムシリーズ
- ラングリッサーシリーズ
- シャイニング・シリーズ
- スーパーロボット大戦シリーズ
- タクティクスオウガ
- フロントミッションシリーズ
- アークザラッドシリーズ
- サモンナイトシリーズ
- 戦場のヴァルキュリア
- 魔界戦記ディスガイア
- ヴァンテージ・マスター
- 機動戦士ガンダム ギレンの野望シリーズ
- ファイナルファンタジータクティクス
- XCOM: Enemy Unknownシリーズ

など